# Bianca de Jong-Muhren
Bianca de Jong-Muhren (Gouda, 28 februari 1986) is een Nederlandse schaakster. In 2004 werd haar door de FIDE de titel Internationaal Meester bij de vrouwen (WIM) toegekend; sinds 2007 is ze grootmeester bij de vrouwen (WGM).
Toen Muhren vijf jaar was leerde ze schaken. In 1997 werd ze kampioen snelschaak bij de meisjes. In 1998 werd ze kampioen van Nederland bij de meisjes tot twintig jaar. In 2000 won ze de C-groep (jongens en meisjes t/m 14 jaar) van het Open Nederlands Jeugdschaak Kampioenschap.
In 2003 speelde ze mee in het Curacao International Gateway en bij het jeugdkampioenschap van Nederland Deloitte & Touche werd ze kampioen bij de meisjes. In 2004 scoorde Muhren haar WGM-norm in Moskou.
- Muhren speelde mee in het Open International Chess tournament te Gent in juli 2004 en was daar de beste Nederlandse schaakster.
- In het Europese kampioenschap 2004 bij de jeugd te Urgüp Turkije eindigde Muhren op de tweede plaats.
- Muhren speelde in oktober 2004 mee in de 36e Schaakolympiade te Calvia die door China gewonnen werd. Nederland eindigde als twaalfde.
- In november 2004 werd op Kreta het wereldkampioenschap meisjes t/m 18 jaar gespeeld. De Poolse Jolanta Zawadzka eindigde met 8 uit 11 op de eerste plaats, Muhren werd met 6½ punt negentiende.
- Op 21 januari 2005 werd Muhren uitgeroepen tot schaakster van het jaar 2004 en in februari werd ze sportvrouw van 2004 in 's-Hertogenbosch.
- In augustus 2005 speelde Muhren mee om het Europees teamkampioenschap dat in Göteborg gespeeld werd. Polen werd kampioen en Nederland eindigde op de tiende plaats.
- In september 2005 speelde Muhren mee in het toernooi om het kampioenschap van Nederland dat in Leeuwarden gespeeld werd. Ze eindigde met 5 uit 10 op de derde plaats.
- In november 2005 speelde ze mee in het wereldkampioenschap voor de jeugd dat in Istanboel gespeeld werd. Elisabeth Pähtz werd met 10 punten kampioen bij de dames, Muhren behaalde 7½ punt.
- Bij het NK Schaken 2007 werd ze gedeeld 4e bij de vrouwen.
- In 2007 nam ze in het Turkse Kemer met de vereniging HMC Calder deel aan de European Club Cup.[1]
- In 2008 werd ze vijfde bij het NK Schaken bij de vrouwen.
- Bij het NK schaken voor dames in 2014 legde ze beslag op de tweede plaats.
- In de KNSB-competitie 2014-2015 haalde ze haar eerste IM-norm.
- Bij het BPB Limburg Open[bron?] pakte ze de damesprijs; ze werd gedeeld 6e, gelijk met o.a. GM Erwin l'Ami en GM Andrey Fedorchuk.

## Persoonlijk
Sinds 2014 is ze getrouwd met IM Jan Willem de Jong. In 2016 kregen ze een dochter en in 2017 een zoon.